# Taborkirche (Berlin-Wilhelmshagen)

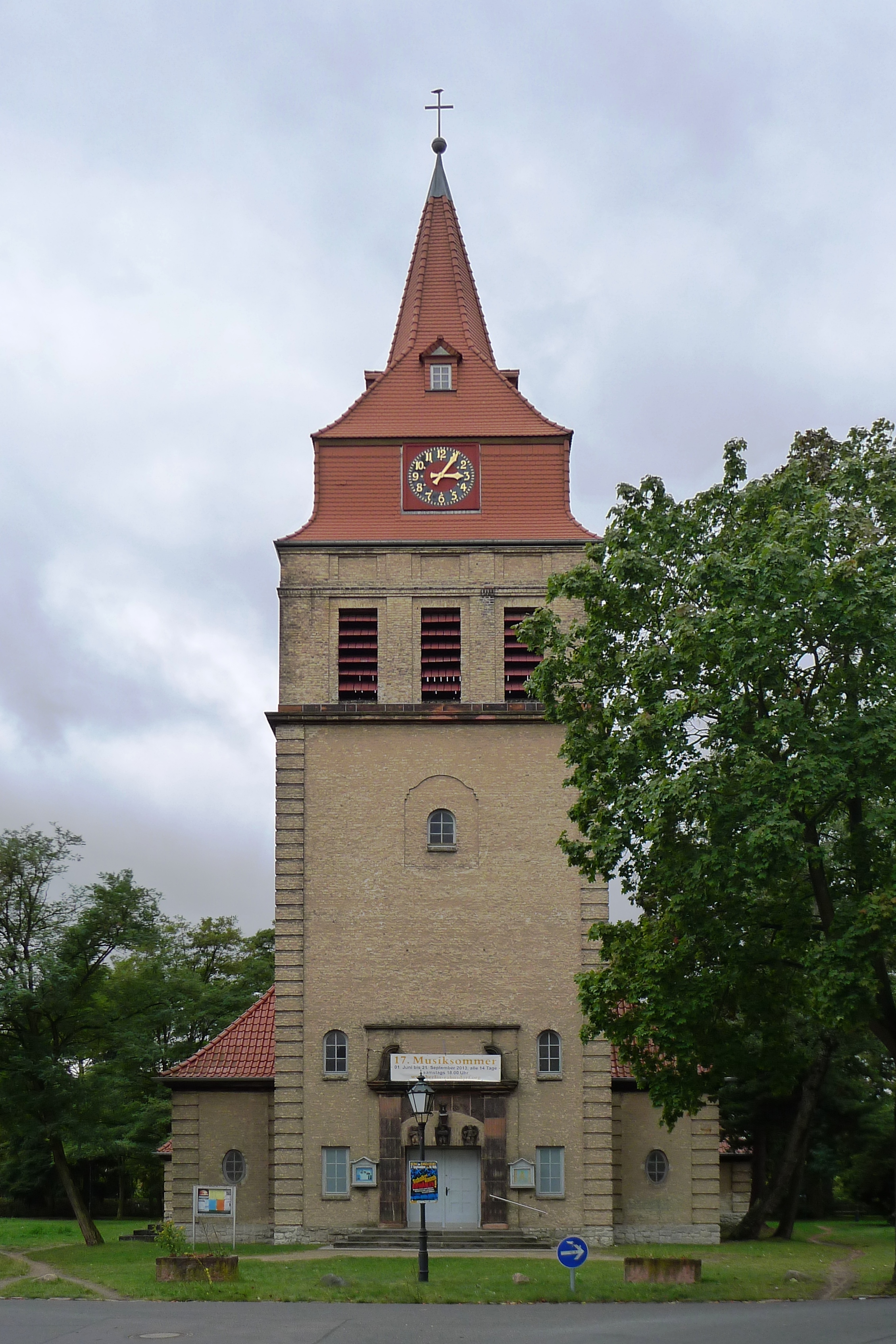
Die Taborkirche in Berlin-Rahnsdorf

Die evangelische, denkmalgeschützte Taborkirche steht in der Schönblicker Straße im Berliner Ortsteil Rahnsdorf des Bezirks Treptow-Köpenick. Sie entstand nach einem Entwurf der Architekten Peter Jürgensen und Jürgen Bachmann im Stil der Heimatschutzarchitektur mit Anklängen an die beginnende Moderne und wurde am 9. April 1911 eingeweiht.

## Geschichte
Das erste Gebäude nordöstlich von Rahnsdorf wurde schon 1734 urkundlich erwähnt. Die Linie der Niederschlesisch-Märkischen Eisenbahn von Berlin nach Frankfurt (Oder) wurde 1842 eröffnet, für den Vorortverkehr von Berlin wurde der Bahnhof Neu-Rahnsdorf am 15. November 1882 eingeweiht. 1891 legte die Deutsche-Volksbau-Aktiengesellschaft die Villenkolonie Neu-Rahnsdorf an, deren Siedlungskern sich um den Bahnhof entwickelte. Seit 1902 durfte sich die Kolonie Wilhelmshagen nennen. Als die Kirche 1910–1911 auf freiem Feld entstand, war zwar vieles noch unfertig, in der Ortslage standen aber bereits 80 Villen, in denen etwa 600 Einwohner lebten. Heute steht sie auf einem runden Platz in den Sichtachsen der radial einmündenden Straßen. Die ehemalige Kirchengemeinde Wilhelmshagen gehört heute zur Parochie Rahnsdorf/ Wilhelmshagen/ Hessenwinkel.
Die Kirche ist ein Kulturdenkmal des Landes Berlin, der die umgebende Park ist ein Gartendenkmal.

## Baubeschreibung

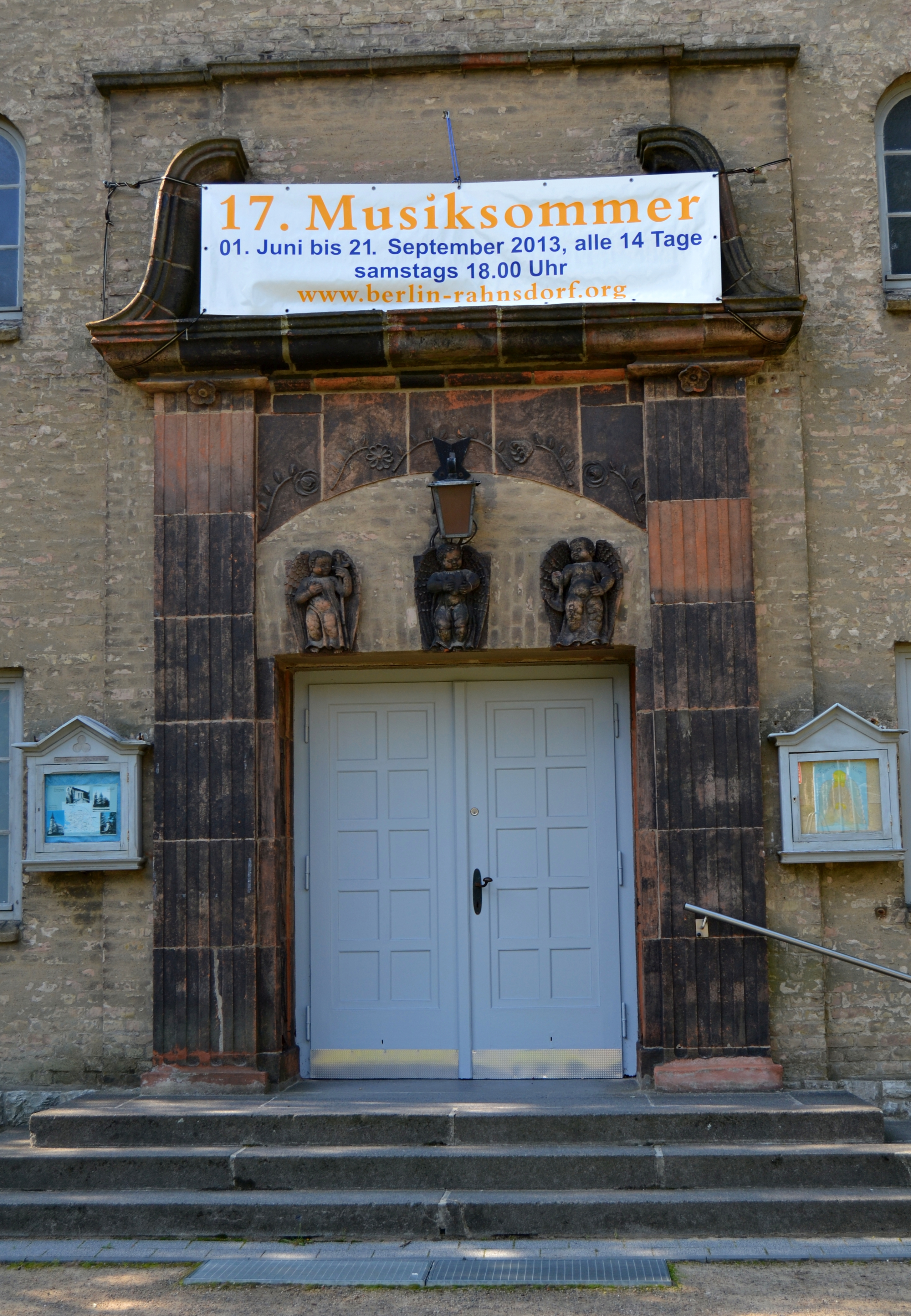
In Keramik gefasstes Portal der Kirche

Die Architekten verschmolzen bei ihrem Entwurf den historistischen Neoklassizismus mit dem modernen Jugendstil. Die Hallenkirche ist ein Mauerwerksbau, der außen sandfarben geschlämmt ist. Die Ecken der Wände sind durch Quaderputz als Lisenen ausgeführt. Das Langhaus hat drei Joche und wird von einem weit heruntergezogenen Satteldach bedeckt. Das Mittelschiff wird innen von einem Tonnengewölbe überspannt, auf dem eine Kassettendecke aufgemalt ist. Die Seitenschiffe sind hinter einer Reihe von Pfeilern zu schmalen Gängen reduziert und haben Flachdecken. Der leicht eingezogene, rechteckige Chor im Südwesten wird von niedrigen, kapellenartigen Anbauten symmetrisch flankiert, die wie der Chor mit Halbwalmen bedeckt sind. Im Nordosten ist dem Kirchenschiff ein mächtiger, querrechteckiger Glockenturm vorgesetzt. Oberhalb des Glockengeschosses hat er einen verjüngten Aufsatz, in dem sich die Turmuhr befindet. Darüber erhebt sich ein schiefergedeckter Spitzhelm, der mit Dachgauben versehen ist. Das Portal im Turm hat einen gesprengten Giebel, es zeigt im Türsturz drei Putten aus Terrakotta mit den Symbolen der christlichen Tugenden. Über dem Vorraum liegen eine Empore und eine Nische für die Orgel.
Die Ausstattung von Albert Klingner im Jugendstil von 1911 ist erhalten. Sein Altarbild stellt die Verklärung des Herrn dar. Die im Original vorhandene Glasmalerei zeigt Darstellungen der vier Evangelisten, der zwölf Apostel und weiterer Themen aus dem Alten Testament.